# Borzowa
Borzowa (ukr. Борзова) – wieś na Ukrainie w rejonie kowelskim, obwodu wołyńskiego. Liczy 163 mieszkańców.
Znajduje tu się przystanek kolejowy Borzowa, położony na linii Kijów – Kowel – Brześć.
Do 2020 w rejonie starowyżewskim.